# 1012 Sarema
1012 Sarema là một tiểu hành tinh vành đai chính. Nó được phát hiện bởi Karl Wilhelm Reinmuth ngày 12 tháng 1 năm 1924. Tên ban đầu của nó là 1924 PM. Nó được đặt theo tên một nhân vật trong một bài thơ của Aleksandr Pushkin, bài thơ đó lại được chuyển thể thành vở opera Sarema của Alexander von Zemlinsky.